# 科雷斯季
科雷斯季（羅馬化：Koryst'）是烏克蘭西北部里夫内州里夫内区科雷茨市鎮的村落。始建於1570年，面積4.01平方公里，2001年人口1,326，人口密度每平方公里330.8人。